# Ширли Валентайн (фильм)
«Ширли Валентайн» (англ. «Shirley Valentine») — художественный фильм, снятый британским режиссёром Льюисом Гилбертом по одноимённой пьесе Уилли Рассела в 1989 году.
Второй фильм, снятый в сотрудничестве режиссёра Льюиса Гилберта и драматурга Уилли Рассела. Первым был «Воспитание Риты» (1983).

## Сюжет
Ширли Валентайн — сорокадвухлетняя ливерпульская домохозяйка пресытившаяся рутиной семейной жизни, отправляется по выигранной подругой туристической путёвке на греческий курорт. В маленьком приморском городке с патриархальным бытом и замечательной южной природой, попавшая в жизненный тупик Ширли принимает безумное решение — остаться на побережье и начать новую жизнь. Шокированные этим поступком, муж и двое её взрослых детей в недоумении силятся понять мотивы принятого решения.

## В ролях
- Полин Коллинз — Ширли
- Том Конти — Костас
- Элисон Стедман — Джейн
- Джулия Маккензи — Джиллиан
- Джоанна Ламли — Марджори
- Бернард Хилл — Джо
- Сильвия Симс — директриса
- Джиллиан Кирни — Ширли в школьные годы

## Награды и номинации
- Премия «Оскар» за лучшую женскую роль (Полин Коллинз, номинация)
- Премия «Оскар» за лучшую песню к фильму (номинация)
- Премия BAFTA за лучший фильм (номинация)
- Премия BAFTA за лучшую женскую роль (Полин Коллинз, победитель)
- Премия BAFTA за лучший адаптированный сценарий (номинация)
- Премия «Золотой глобус» за лучший фильм — комедия или мюзикл
- Премия «Золотой глобус» за лучшую женскую роль — комедия или мюзикл (Полин Коллинз, номинация)
- Премия «Золотой глобус» за лучшую песню (номинация)
- Британская комедийная награда за лучший комедийный фильм (победитель)
- Британская кинопремия «Ивнинг Стандарт» за лучшую женскую роль (Полин Коллинз, победитель)
- Британская кинопремия «Ивнинг Стандарт» за лучший адаптированный сценарий (победитель)
- Премия «Грэмми» за лучшую песню, написанную для кино, телевидения или другого визуального медиа (номинация)
- Премия Британского общества деятелей кино за лучшую работу оператора (Алан Хьюм, номинация)